# Pauline Hanson
Pauline Lee Hanson (de soltera Secombe, anteriormente Zagorski; 27 de mayo de 1954) es una política australiana que se ha desempeñado como senadora por Queensland desde 2016. Es la fundadora y líder de Una Nación de Pauline Hanson, un partido político conservador nacionalista y populista de derecha.
Antes de postularse para el Consejo Municipal de Ipswich en 1994, Hanson tenía una tienda de pescado y patatas fritas en Ipswich. Fue preseleccionada por el Partido Liberal como candidata del partido para la sede de Oxley en Brisbane para las elecciones federales de 1996, pero fue rechazada bajo la dirección de John Howard. Ella permaneció incluida como Liberal en la papeleta electoral y ganó el escaño, pero se sentó como independiente antes de formar Una Nación en 1997. Intentó ocupar la sede de Blair en 1998, pero no tuvo éxito y perdió por poco ante el Partido Laborista. Sin embargo, su partido tuvo bastante éxito en las elecciones estatales de Queensland de 1998.
Hanson volvió a postularse sin éxito en 2001, pero fue expulsada de su propio partido en 2002. En 2003, fue declarada culpable de fraude electoral, pero la condena fue apelada con éxito después de pasar 11 semanas en prisión.
Después de ser liberada, se postuló sin éxito en las elecciones federales y estatales en Nueva Gales del Sur y Queensland como independiente y como líder del Partido Australia Unida de Pauline. Se reincorporó a Una Nación en 2013 y volvió a ser líder en 2015. Disputó el escaño de Lockyer en las elecciones estatales de Queensland de 2015, pero perdió por poco ante el actual diputado Liberal Nacional Ian Ruckuss por un margen de 114 votos. Hanson fue elegido para un mandato de seis años en el Senado en las elecciones federales de 2016 y reelegido en 2022.
Hanson ha sido acusada frecuentemente de racismo, xenofobia, islamofobia y retórica anti-LGBT, todo lo cual ella ha negado sistemáticamente. Uno de sus trucos políticos más conocidos y controvertidos ocurrió en 2016, cuando llevaba burka en el Senado, antes de quitárselo para pedir la prohibición del burka en Australia.
Hanson vive actualmente en Beaudesert, Queensland.